# Hilari Raguer i Suñer
Hilari Raguer i Suñer (nascut Ernest Raguer i Suñer, Madrid, 11 d'agost de 1928 - Monestir de Montserrat, 1 d'octubre de 2020) fou un monjo benedictí i historiador català.

## Biografia
El 1950 es llicencià en Dret a la Universitat de Barcelona i, el 1954, ingressà al monestir de Montserrat on fou ordenat sacerdot el 1960. Estudià a París ciències polítiques, cursos de doctorat i doctrina social de l'Església, i també en dues ocasions contribuí a la fundació montserratina del monestir de Medellín.
Va elaborar una tesi doctoral sobre Unió Democràtica de Catalunya i, el 1966, fundà la revista Documents d'Església. Treballà activament en tasques de divulgació bíblica i litúrgica i publicà estudis d'història de Catalunya del segle xx. El 1999, s'encarregà, amb Agustí Colomines, de l'avaluació de l'arxiu de la Generalitat de Catalunya a l'exili, dipositat a l'Arxiu del Nacionalisme de la Fundació Sabino Arana i retornat a l'Arxiu Nacional de Catalunya. El Govern li atorgà la Creu de Sant Jordi el 2014 i destacà els estudis dedicats a Manuel Carrasco i Formiguera, el general Domènec Batet i Unió Democràtica de Catalunya durant el període republicà. El 2016 va rebre la Medalla d'Or de la Universitat de Barcelona. Va morir l'1 d'octubre de 2020, als 92 anys, en el monestir de Montserrat.

## Pensament i activisme cívic i polític
Hilari Raguer és conegut també com a destacat lluitador, permanent i incansable, contra el franquisme. De ben jove formà part activa del grup Torras i Bages, contrari al règim franquista, en el qual va coincidir amb Jordi Pujol i Joan Raventós i Carner, dos dels líders polítics catalans més destacats després de la mort del dictador.
Un altre tret característic de Raguer és també el seu posicionament favorable a les reivindicacions de la classe obrera. Arran de la seva participació activa en la vaga de tramvies (1951) va ser detingut i empresonat, durant set mesos, al castell de Montjuïc. Aquesta experiència, vinculada al record del president Companys que també havia estat empresonat al mateix lloc, el portaria a reorientar de forma definitiva la seva vida posterior.
Com a historiador, i malgrat la seva condició de monjo, va documentar millor que ningú el posicionament que davant la Guerra Civil va adoptar l'Església catòlica i la connivència d'aquesta amb el règim polític dictatorial de Franco. En aquest sentit, va ser convidat a formar part de la comissió de Memòria Històrica impulsada pel president José Luis Rodríguez Zapatero on va demanar, en la seva doble condició d'expert i home de fe, que les restes de Franco havien de ser retirades del Valle de los Caídos. Fins als seus últims dies va denunciar el centralisme, obsessivament unitarista, de l'Estat espanyol mentre defensava, en canvi, la legitimitat, històrica i democràtica, dels drets nacionals de Catalunya i altres pobles perifèrics. Els punts de vista d'aquest monjo, erudit i bonhomiós, podien resultar a vegades polèmics, però sempre foren honestos i valents. Fins al punt que el van fer mereixedor de qualificatius tan encomiàstics com ara cavaller de Déu o d'altres, tan carregats d'odi, com escurçó decrèpit. El cert, però, és que compta amb l'aval d'una feina ingent com a historiador i arxiver de primer nivell.
Els seus germans monjos el recorden lúcid fins al darrer moment.

## Premis i reconeixements
- Creu de Sant Jordi (2014)

- Medalla d'Or de la Universitat de Barcelona (2016)[11]

## Obres
- La Unió Democràtica de Catalunya i el seu temps (1931-39) (1976)
- Divendres de passió. Vida i mort de Manuel Carrasco i Formiguera (1984)
- El general Batet (1994)
- Para comprender los salmos (1996)
- El rei David (1997)
- Llegir avui l'Apocalipsi (1997)
- La Lectio divina (1999),
- Gaudeamus Igitur. Notes per a una història del Grup Torres i Bages (2000)
- La pólvora y el incienso (2001)
- Carrasco i Formiguera. Un cristiano nacionalista (1890-1938) (2002)
- Storia del Concilio Vaticano II, dirigida per G. Alberigo (2001-2005)
- Mecanoscrit sobre els Monjos de Montserrat (2008)
- Ser independentista no és cap pecat (Claret, 2012)[8]
- Hal·lelu-iah. Introducció a la litúrgia de les hores (Publicacions de l'Abadia de Montserrat, 2019)